# تیلورسر شرقی
تیلورسر، روستایی است از توابع  شهرستان عباس آباد در استان مازندران ایران.

## جمعیت
این روستا در شهر سلمان‌شهر  قرار دارد و براساس سرشماری مرکز آمار ایران در سال۱۴۰۰، جمعیت آن ۷۳۸ نفر (۲۲۴خانوار) بوده‌است. مردم تیلورسر از قومیت طبری هستند مردم تیلورسر به زبان طبری (مازندرانی) سخن می‌گویند.